# Otto von Lossow

Generalleutnant Otto von Lossow (1922)

Otto Stephan Hermann von Lossow (* 15. Januar 1868 in Hof (Saale); † 25. November 1938 in München) war ein deutscher Heeresoffizier, zuletzt Generalleutnant der Reichswehr. Er war während der Balkankriege Militärinstruktor in der Osmanischen Armee, während des Ersten Weltkriegs deutscher Militärbevollmächtigter in der Türkei. Nach 1921 war er Befehlshaber des Wehrkreises VII (München) und Landeskommandant der Reichswehr in Bayern. Im Krisenherbst 1923 stellte er sich zusammen mit dem bayerischen Generalstaatskommissar Gustav von Kahr gegen die Reichsregierung, trug aber zur Niederschlagung des Hitlerputsches bei.

## Leben
Otto war der Sohn des späteren Bürgermeisters von Lindau und Landratspräsidenten von Bayerisch-Schwaben Oskar von Lossow (1832–1894) und dessen Ehefrau Johanna, geborene Schrön (1834–1926). Sein älterer Bruder Paul von Lossow (1865–1936) wurde Professor für Maschinenbau an der TH München.
Nach der Ausbildung im Bayerischen Kadettenkorps trat er 1886 als Portepeefähnrich in das Infanterie-Leib-Regiment der Bayerischen Armee ein. Dort wurde er 1888 zum Sekondeleutnant befördert und 1892 als Adjutant des Bezirkskommandos nach Rosenheim kommandiert. Von 1895 bis 1898 absolvierte Lossow die Kriegsakademie, die ihm die Qualifikation für den Generalstab und das Lehrfach aussprach. 1899 folgte seine Kommandierung zum Generalstab, und 1900 trat er als Adjutant zur 2. Ostasiatischen-Infanterie-Brigade über, um an der Niederschlagung des Boxeraufstandes in China teilzunehmen.
Lossow kehrte 1901 nach Bayern zurück, wurde im Jahr darauf Hauptmann und bis 1904 im Generalstab des I. Armee-Korps verwendet. Anschließend war er für zwei Jahre Kompaniechef in seinem Stammregiment, bevor er wieder in den Generalstabsdienst wechselte. Als Major wurde er 1908 zum Großen Generalstab nach Berlin kommandiert und war auch militärisches Mitglied des bayerischen Senats beim Reichsmilitärgericht.

### Militärinstruktor in der Türkei
Im Rahmen der deutschen Militärmission diente Lossow ab 1911 als Militärinstruktor an der osmanischen Kriegsakademie und später als Oberstleutnant im Generalstab der Osmanischen Armee. Um aktiv auf türkischer Seite an den Balkankriegen (1912–13) teilnehmen zu dürfen, wurde er im Oktober 1912 auf eigenen Wunsch aus dem bayerischen Heer und aus der bayerischen Staatsangehörigkeit entlassen.
Als Kommandeur einer osmanischen Infanterie-Division sammelte Lossow nach der Niederlage der osmanischen Armee bei Lüleburgaz in Ost-Thrakien am 31. Oktober 1912 die sich in Unordnung zurückziehende Armee in der letzten Verteidigungslinie, 25 km westlich der Hauptstadt Konstantinopel bei Çatalca. Erst dort konnte der Vormarsch der bulgarischen Armee aufgehalten werden. Entsetzt von der schwachen Kampfmoral und Schlagkraft des osmanischen Heeres veröffentlichte Lossow im Mai 1913 die Denkschrift „Gedanken über Reformen in der Türkei“. Diese trug zur Berufung Otto Liman von Sanders’ zum Chef der deutschen Militärmission in Konstantinopel bei.

### Erster Weltkrieg
Im Ersten Weltkrieg diente Lossow wieder in der bayerischen Armee. Er war zunächst Generalstabschef im I. Reserve-Korps an der Westfront und erreichte den Rang eines Obersts. 
Im Juli 1915 wurde er als Militärattaché in die mit dem Deutschen Reich verbündete Türkei entsandt. Als solcher protestierte er – wenn auch erfolglos – gegen die Völkermordpolitik des Jungtürkenregimes gegenüber den Armeniern, „eine neue Form des Massenmordes, d. h. die ganze armenische Nation durch völlige Abschließung verhungern zu lassen“. Am 19. April 1916 wurde Lossow zum Generalmajor befördert und zum deutschen Militärbevollmächtigten in Konstantinopel ernannt. Zusammen mit dem osmanischen Kriegsminister Enver Pascha besuchte er die Kriegsschauplätze der türkischen Armee. Er berichtete an die deutsche Regierung über die militärische Lage in der Türkei, vermittelte Rüstungsaufträge für die deutsche Industrie und nahm Einfluss auf die Besetzung von Stellen. Beispielsweise regte er die Berufung des deutschen Generals Erich von Falkenhayn an die Spitze der osmanischen 6. Armee an.
Infolge der Revolutionen in Russland und des Zerfalls des Zarenreiches wurde Lossow am 29. April 1918 bevollmächtigt, im Namen des Deutschen Reichs einen Präliminarfrieden mit der Transkaukasischen Regierung in Tiflis auszuhandeln. Die Reichsregierung hoffte seinerzeit, im Kaukasus ein deutsches Protektorat zu errichten. Nach dem Zerfall der Transkaukasischen Föderation im Mai 1918 erklärte Georgien seine Unabhängigkeit und bat Lossow um deutschen Schutz.

### Nachkriegszeit und Krisenjahr 1923
Der infolge einer mehrmaligen Malariainfektion herzkranke Lossow erwog nach Kriegsende, seinen Abschied zu nehmen. Er entschied sich jedoch anders und wurde in die Reichswehr übernommen. Dort war er zunächst Kommandant der Infanterie-Schule in München. 1921 wurde Lossow Befehlshaber des Wehrkreises VII. Zugleich war er ab Jahresbeginn 1923 Kommandeur der 7. Reichswehrdivision und Landeskommandant der Reichswehr in Bayern. Lossow arbeitete mit rechtsextremen Wehrverbänden zusammen, ließ diese von der Reichswehr ausbilden und teils mit Waffen versorgen. So wollte er seine Division für den Fall eines Bürgerkrieges oder eines erneuten Krieges mit Frankreich um Freiwillige verstärken. Auch vom Führer der Nationalsozialisten, Adolf Hitler, zeigte sich Lossow zeitweise beeindruckt. Nach dem Aufbegehren gegen die Staatsgewalt während der „nationalen Demonstration“ in München am 1. Mai 1923 ging er jedoch auf Distanz zu Hitler und den Wehrverbänden.
Am 26. September 1923 rief der mit diktatorischen Vollmachten regierende bayerische Generalstaatskommissar Gustav Ritter von Kahr den Notstand in Bayern aus, am selben Tag verhängte Reichspräsident Friedrich Ebert den Ausnahmezustand im ganzen Reich. Lossows „Zwitterstellung“ erwies sich nun als konfliktträchtig: Als Wehrkreisbefehlshaber war er dem Reichswehrminister Otto Geßler als Inhaber der Exekutivgewalt im Reich unterstellt, zugleich war seine Aufgabe als Landeskommandant, „auch der bayerischen Regierung bei öffentlichem Notstand (…) Hilfe zu leisten“. Lossow stellte sich im ausbrechenden Konflikt zwischen der bayerischen und der Reichsregierung offen auf die Seite von Kahrs und verweigerte die Ausführung von Befehlen des Reichswehrministers. 
Aufgrund der Hetzkampagnen des Völkischen Beobachters verbot die Reichsregierung die Zeitung der NSDAP und beauftragte Lossow mit der Durchsetzung. Dieser kam dem Befehl jedoch – auf Wunsch von Kahrs – nicht nach. Das veranlasste den Chef der Heeresleitung General Hans von Seeckt, Lossow wegen Gehorsamsverweigerung den Abschied nahezulegen. Trotz verschiedener Vermittlungsversuche ließ sich dieser jedoch nicht bewegen, seinen Abschied zu nehmen. Daraufhin wurde er am 19. Oktober 1923 von Reichspräsident Ebert und General von Seeckt seiner Ämter enthoben und General Kreß von Kressenstein mit der Führung der 7. Division und den Aufgaben des Befehlshabers im Wehrkreis VII betraut. 
Das Bayerische Gesamtstaatsministerium beschloss am 20. Oktober, Lossow als Landeskommandanten wieder einzusetzen und ihn „mit der Führung des bayerischen Teils des Reichsheeres“ zu betrauen. Zwei Tage später wurde die 7. Division auf die bayerische Regierung vereidigt. Diese beging damit einen offenen Bruch der Reichsverfassung. Zusammen mit von Kahr und dem bayerischen Polizeichef Hans von Seißer bildete Lossow in München eine Art „Triumvirat“. Ihr Ziel war aber nicht, Bayern vom Reich abzutrennen, sondern von der „bayerischen Ordnungszelle“ aus eine „nationale Diktatur“ in ganz Deutschland zu errichten. Obwohl General von Seeckt über die offene Befehlsverweigerung erbost war, lehnte er es ab, die Reichsexekution gegen Bayern auszuüben – gemäß der bereits 1920 beim Kapp-Putsch ausgegebenen Parole „Truppe schießt nicht auf Truppe“.

### Lossows Rolle beim Hitler-Putsch
Am Abend des 8. November 1923 wurde Lossow im Bürgerbräukeller von Hitler festgesetzt, zusammen mit dem Generalstaatskommissar Gustav von Kahr und dem Befehlshaber der Landespolizei Bayern, Hans von Seißer. Hitler hatte die Rede des Generalstaatskommissars Kahr durch einen Pistolenschuss an die Decke unterbrochen. Lossow hatte zuvor von einer solchen Absicht erfahren und daher den Geheimbefehl erlassen, dass die Garnison nur dem Befehl des Stadtkommandanten, des Generals Jakob von Danner, gehorchen dürfe. Infolge einer Panne auf dem Polizeipräsidium glückte die Gefangennahme weiterer Personen. Als aber Hitler im angeblichen Auftrag Lossows die Maximilian-II-Kaserne in seine Gewalt bringen wollte, öffnete der Offizier vom Kasernentagesdienst den Geheimbefehl, und die Sache war zu Ende. So kam es am nächsten Tag, dem 9. November 1923, nur noch zu dem bekannten Zug zur Feldherrnhalle.

### Späteres Leben
Nach dem gescheiterten Hitlerputsch schlossen die bayerische Regierung und die Reichsregierung einen Kompromiss, womit das Einvernehmen zwischen München und Berlin wiederhergestellt wurde und die Inpflichtnahme der 7. Division entfiel. Daraufhin trat Lossow am 18. Februar 1924 zurück. Im Hitler-Prozess vom Februar/März 1924 wurde Lossow ausführlich vernommen, aber selbst nicht angeklagt. Anschließend zog er sich aus dem öffentlichen Leben zurück.
Der Bildhauer Arno Breker gestaltete 1935 eine Porträtbüste des Generals.